# Danh sách đĩa đơn quán quân Hot 100 năm 1982 (Mỹ)
Billboard Hot 100, công bố hàng tuần bởi tạp chí Billboard, là bảng xếp hạng các đĩa đơn thành công nhất tại thị trường âm nhạc Hoa Kỳ. Các số liệu cho việc xếp hạng được Nielsen SoundScan tổng hợp chung dựa trên doanh số đĩa thường và nhạc số và tần suất phát trên sóng phát thanh.

## Lịch sử xếp hạng
| Ngày phát hành   | Bài hát                           | Nghệ sĩ                          |
| ---------------- | --------------------------------- | -------------------------------- |
| Tháng 1 ngày 2   | "Physical"                        | Olivia Newton-John               |
| Tháng 1 ngày 9   | "Physical"                        | Olivia Newton-John               |
| Tháng 1 ngày 16  | "Physical"                        | Olivia Newton-John               |
| Tháng 1 ngày 23  | "Physical"                        | Olivia Newton-John               |
| Tháng 1 ngày 30  | "I Can't Go for That (No Can Do)" | Daryl Hall and John Oates        |
| Tháng 2 ngày 6   | "Centerfold"                      | The J. Geils Band                |
| Tháng 2 ngày 13  | "Centerfold"                      | The J. Geils Band                |
| Tháng 2 ngày 20  | "Centerfold"                      | The J. Geils Band                |
| Tháng 2 ngày 27  | "Centerfold"                      | The J. Geils Band                |
| Tháng 3 ngày 6   | "Centerfold"                      | The J. Geils Band                |
| Tháng 3 ngày 13  | "Centerfold"                      | The J. Geils Band                |
| Tháng 3 ngày 20  | "I Love Rock 'n' Roll"            | Joan Jett and the Blackhearts    |
| Tháng 3 ngày 27  | "I Love Rock 'n' Roll"            | Joan Jett and the Blackhearts    |
| Tháng 4 ngày 3   | "I Love Rock 'n' Roll"            | Joan Jett and the Blackhearts    |
| Tháng 4 ngày 10  | "I Love Rock 'n' Roll"            | Joan Jett and the Blackhearts    |
| Tháng 4 ngày 17  | "I Love Rock 'n' Roll"            | Joan Jett and the Blackhearts    |
| Tháng 4 ngày 24  | "I Love Rock 'n' Roll"            | Joan Jett and the Blackhearts    |
| Tháng 5 ngày 1   | "I Love Rock 'n' Roll"            | Joan Jett and the Blackhearts    |
| Tháng 5 ngày 8   | "Chariots of Fire"                | Vangelis                         |
| Tháng 5 ngày 15  | "Ebony and Ivory"                 | Paul McCartney và Stevie Wonder  |
| Tháng 5 ngày 22  | "Ebony and Ivory"                 | Paul McCartney and Stevie Wonder |
| Tháng 5 ngày 29  | "Ebony and Ivory"                 | Paul McCartney and Stevie Wonder |
| Tháng 6 ngày 5   | "Ebony and Ivory"                 | Paul McCartney and Stevie Wonder |
| Tháng 6 ngày 12  | "Ebony and Ivory"                 | Paul McCartney and Stevie Wonder |
| Tháng 6 ngày 19  | "Ebony and Ivory"                 | Paul McCartney and Stevie Wonder |
| Tháng 6 ngày 26  | "Ebony and Ivory"                 | Paul McCartney and Stevie Wonder |
| Tháng 7 ngày 3   | "Don't You Want Me"               | The Human League                 |
| Tháng 7 ngày 10  | "Don't You Want Me"               | The Human League                 |
| Tháng 7 ngày 17  | "Don't You Want Me"               | The Human League                 |
| Tháng 7 ngày 24  | "Eye of the Tiger"                | Survivor                         |
| Tháng 7 ngày 31  | "Eye of the Tiger"                | Survivor                         |
| Tháng 8 ngày 7   | "Eye of the Tiger"                | Survivor                         |
| Tháng 8 ngày 14  | "Eye of the Tiger"                | Survivor                         |
| Tháng 8 ngày 21  | "Eye of the Tiger"                | Survivor                         |
| Tháng 8 ngày 28  | "Eye of the Tiger"                | Survivor                         |
| Tháng 9 ngày 4   | "Abracadabra"                     | Steve Miller Band                |
| Tháng 9 ngày 11  | "Hard to Say I'm Sorry"           | Chicago                          |
| Tháng 9 ngày 18  | "Hard to Say I'm Sorry"           | Chicago                          |
| Tháng 9 ngày 25  | "Abracadabra"                     | Steve Miller Band                |
| Tháng 10 ngày 2  | "Jack and Diane"                  | John Cougar                      |
| Tháng 10 ngày 9  | "Jack and Diane"                  | John Cougar                      |
| Tháng 10 ngày 16 | "Jack and Diane"                  | John Cougar                      |
| Tháng 10 ngày 23 | "Jack and Diane"                  | John Cougar                      |
| Tháng 10 ngày 30 | "Who Can It Be Now?"              | Men at Work                      |
| Tháng 11 ngày 6  | "Up Where We Belong"              | Joe Cocker và Jennifer Warnes    |
| Tháng 11 ngày 13 | "Up Where We Belong"              | Joe Cocker and Jennifer Warnes   |
| Tháng 11 ngày 20 | "Up Where We Belong"              | Joe Cocker and Jennifer Warnes   |
| Tháng 11 ngày 27 | "Truly"                           | Lionel Richie                    |
| Tháng 12 ngày 4  | "Truly"                           | Lionel Richie                    |
| Tháng 12 ngày 11 | "Mickey"                          | Toni Basil                       |
| Tháng 12 ngày 18 | "Maneater"                        | Daryl Hall and John Oates        |
| Tháng 12 ngày 25 | "Maneater"                        | Daryl Hall and John Oates        |